# Liste des titres musicaux numéro un aux États-Unis en 1993
Cette page liste les titres musicaux ayant eu le plus de succès au cours de l'année 1993 aux États-Unis d'après le magazine Billboard.

## Historique
| Date         | Artiste(s)                  | Titre                                          | Référence |
| ------------ | --------------------------- | ---------------------------------------------- | --------- |
| 2 janvier    | Whitney Houston             | I Will Always Love You                         |           |
| 9 janvier    | Whitney Houston             | I Will Always Love You                         |           |
| 16 janvier   | Whitney Houston             | I Will Always Love You                         |           |
| 23 janvier   | Whitney Houston             | I Will Always Love You                         |           |
| 30 janvier   | Whitney Houston             | I Will Always Love You                         |           |
| 6 février    | Whitney Houston             | I Will Always Love You                         |           |
| 13 février   | Whitney Houston             | I Will Always Love You                         |           |
| 20 février   | Whitney Houston             | I Will Always Love You                         |           |
| 27 février   | Whitney Houston             | I Will Always Love You                         |           |
| 6 mars       | Peabo Bryson & Regina Belle | A Whole New World                              |           |
| 13 mars      | Snow                        | Informer                                       |           |
| 20 mars      | Snow                        | Informer                                       |           |
| 27 mars      | Snow                        | Informer                                       |           |
| 3 avril      | Snow                        | Informer                                       |           |
| 10 avril     | Snow                        | Informer                                       |           |
| 17 avril     | Snow                        | Informer                                       |           |
| 24 avril     | Snow                        | Informer                                       |           |
| 1er mai      | Silk                        | Freak Me                                       |           |
| 8 mai        | Silk                        | Freak Me                                       |           |
| 15 mai       | Janet Jackson               | That's the Way Love Goes                       |           |
| 22 mai       | Janet Jackson               | That's the Way Love Goes                       |           |
| 29 mai       | Janet Jackson               | That's the Way Love Goes                       |           |
| 5 juin       | Janet Jackson               | That's the Way Love Goes                       |           |
| 12 juin      | Janet Jackson               | That's the Way Love Goes                       |           |
| 19 juin      | Janet Jackson               | That's the Way Love Goes                       |           |
| 26 juin      | Janet Jackson               | That's the Way Love Goes                       |           |
| 3 juillet    | Janet Jackson               | That's the Way Love Goes                       |           |
| 10 juillet   | SWV                         | Weak                                           |           |
| 17 juillet   | SWV                         | Weak                                           |           |
| 24 juillet   | UB40                        | Can't Help Falling in Love                     |           |
| 31 juillet   | UB40                        | Can't Help Falling in Love                     |           |
| 7 août       | UB40                        | Can't Help Falling in Love                     |           |
| 14 août      | UB40                        | Can't Help Falling in Love                     |           |
| 21 août      | UB40                        | Can't Help Falling in Love                     |           |
| 28 août      | UB40                        | Can't Help Falling in Love                     |           |
| 4 septembre  | UB40                        | Can't Help Falling in Love                     |           |
| 11 septembre | Mariah Carey                | Dreamlover                                     |           |
| 18 septembre | Mariah Carey                | Dreamlover                                     |           |
| 25 septembre | Mariah Carey                | Dreamlover                                     |           |
| 2 octobre    | Mariah Carey                | Dreamlover                                     |           |
| 9 octobre    | Mariah Carey                | Dreamlover                                     |           |
| 16 octobre   | Mariah Carey                | Dreamlover                                     |           |
| 23 octobre   | Mariah Carey                | Dreamlover                                     |           |
| 30 octobre   | Mariah Carey                | Dreamlover                                     |           |
| 6 novembre   | Meat Loaf                   | I'd Do Anything for Love (But I Won't Do That) |           |
| 13 novembre  | Meat Loaf                   | I'd Do Anything for Love (But I Won't Do That) |           |
| 20 novembre  | Meat Loaf                   | I'd Do Anything for Love (But I Won't Do That) |           |
| 27 novembre  | Meat Loaf                   | I'd Do Anything for Love (But I Won't Do That) |           |
| 4 décembre   | Meat Loaf                   | I'd Do Anything for Love (But I Won't Do That) |           |
| 11 décembre  | Janet Jackson               | Again                                          |           |
| 18 décembre  | Janet Jackson               | Again                                          |           |
| 25 décembre  | Mariah Carey                | Hero                                           |           |